# Granville (Manche)
Granville község Északnyugat-Franciaországban, Normandia régióban, Manche megyében. Kis kikötőváros tengerparti fürdőhellyel, a helybeli lakosok Granvillais-nak is nevezik. Lakosainak száma 12 847 fő a 2009-es adatok szerint.

## Földrajza
Granville a tengerbe mélyen benyúló sziklás félszigetre épült, az óváros még a régi városfalakat is megőrizte. 500 méteres mólója védi a kikötőbe befutó halászhajókat, jachtokat és azokat a motoros hajókat, amelyekkel a közeli Chausey-szigetekre lehet menni. Az utóbbi évtizedekben a nagyobb kereskedelmi konténer- és kőolajszállító hajók, s azok balesetei, ütközései a halászhajókkal egyre nehezítik a halászok életét, s szennyezik a Sant-Malo-i öböl vizét, Grandville tengerpartját is.
Granville nevezetessége: a La Manche-csatorna partján, sőt az egész világon itt mérik a legnagyobb különbséget apály és dagály között, mely erős áramlatokat idéz elő, s kedvezőtlenül befolyásolja a hajózást.

## Éghajlata
Granville-ben gyakran tapasztalható köd, valamint keleti szél, amely veszélyes viharokat hozhat létre ősszel és télen.

## Története
A város alapítása 12. századra nyúlik vissza, a normandiai régióval együtt sokáig inkább az angolokhoz tartozott, 1441-ben XI. Lajos francia király oklevélben rögzítette, hogy Granville francia település, de az angolok továbbra is kísérleteket tettek visszafoglalására 1645-ben és 1803-ban. Granville ellenállt a hugenották támadásainak 1695-ben, 1793-1796 közt a francia forradalom idején is heves harcok folytak itt (vendée-i háború), mely több ezer halálos áldozatot követelt a polgári lakosság köréből is.
A második világháború idején a közeli szigetekről elfoglalták a németek, s kihasználták azokat az erőforrásokat, amelyeket a háborúban hasznosítani tudtak. Grandville 1945 augusztus 9-én szabadult fel.
1962-ben Saint-Nicolas-Prés-Granville-t Granville-hez csatolták.

## Látnivalók
Az óváros őrzi a helység politikai és vallási történelmét.
Impozáns látványt nyújt a helység ősi temploma, a Notre-Dame du Cap Lihou (1441–1796), amely egyben a magasságot is uralja. A katedrális gránitból épült román és kora gótikus stílusban. Homlokzata a 18. századból való. A 13. századból megmaradt Mária-szobor is magára vonja a látogatók figyelmét.
A városi helytörténeti múzeum őrzi azokat a felbecsülhetetlen értékű dokumentumokat, amelyek lehetővé teszik, hogy a látogatók felfedezzék a város több évszázados történetét. Másik múzeuma is van a helységnek, a Granville-ben született Christian Dior tiszteletére a "Villa Les Rhumbs"-ból Dior-múzeumot létesítettek.
Granville legmagasabb pontján a világítótorony van, amelyből jó idő esetén pártalan kilátás nyílik a Mont-Saint-Michel öbölre, a Chausey szigetekre és Jersey-re.
Granville-nek kiváló golfpályája van (27 lyuk biztosítja a játékot), eredetileg Harry Colt tervezte 1912-ben.

## Granville testvérvárosi kapcsolatai
1990 óta élénkültek meg Granville testvérvárosi kapcsolatai, ezen kapcsolatok rendezvényeket, fesztiválokat, egymás termékeinek piaci megismerését hozzák magukkal.
| Altea, Spanyolország - 1991 Bad Kötzting, Németország - 1991 Bellagio, Olaszország - 1991 Bundoran, Írország - 1991 Holstebro, Dánia - 1991 Houffalize, Belgium - 1991 Meerssen, Hollandia - 1991 Niederanven, Luxemburg - 1991 Preveza, Görögország - 1991 Sesimbra, Portugália - 1991 Sherborne, Egyesült Királyság - 1991 Karkkila, Finnország - 1997 | Oxelösund, Svédország - 1998 Judenburg, Ausztria - 1999 Chojna, Lengyelország - 2004 Kőszeg, Magyarország - 2004 Sigulda, Lettország - 2004 Sušice, Csehország - 2004 Türi, Észtország - 2004 Zólyom, Szlovákia - 2007 Prienai, Litvánia - 2008 Marsaskala, Málta - 2009 Szeretvásár, Románia - 2010 |

## Híres szülöttei
- Maurice Denis (1870–1943) festő
- Christian Dior (1905–1957) divattervező
- Jacques Gamblin (1957– ) színész
- Étienne-François Letourneur (1751–1817) ügyvéd, katona, politikus

## Galéria

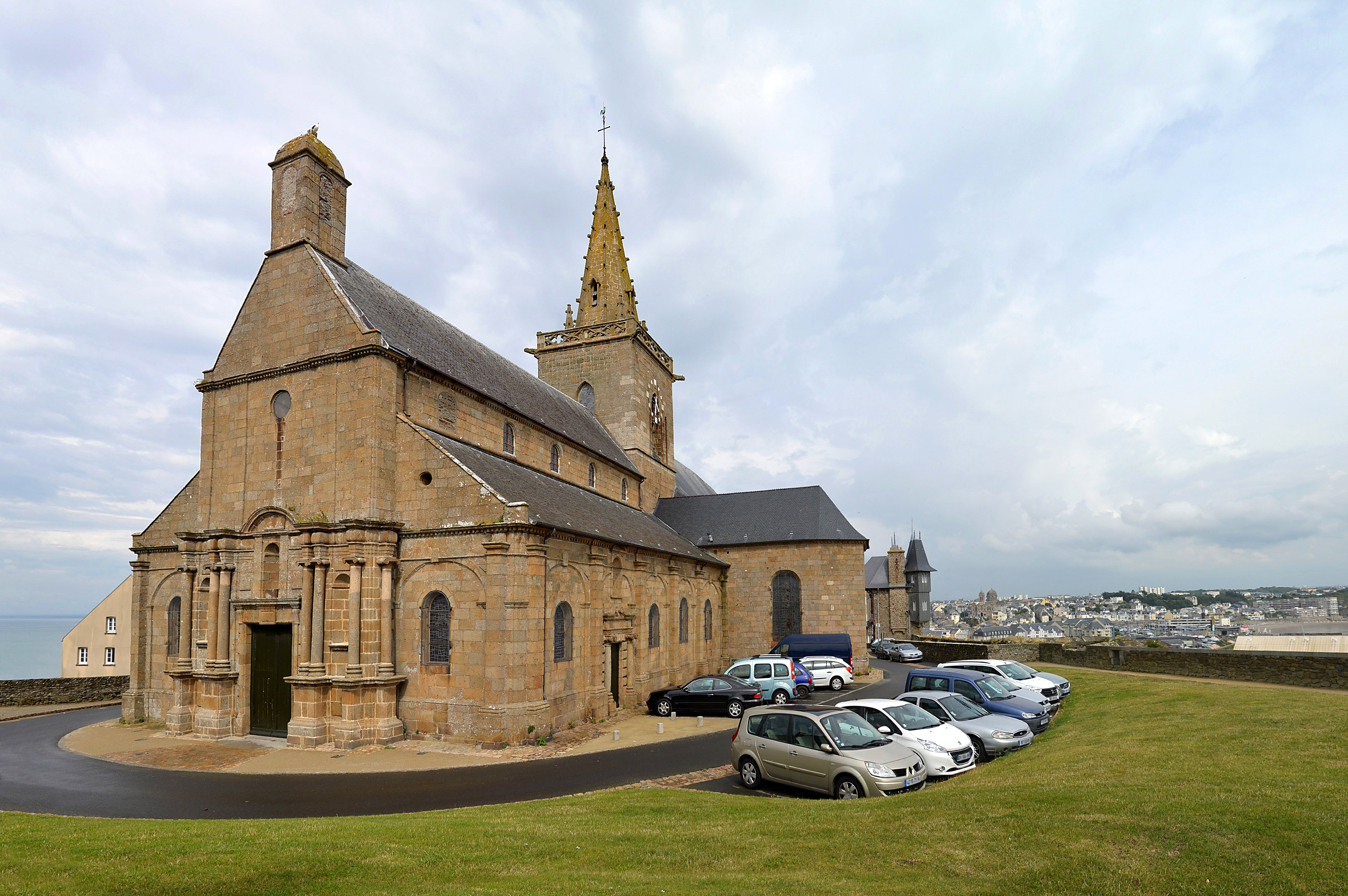
A Notre-Dame du Cap Lihou katedrális
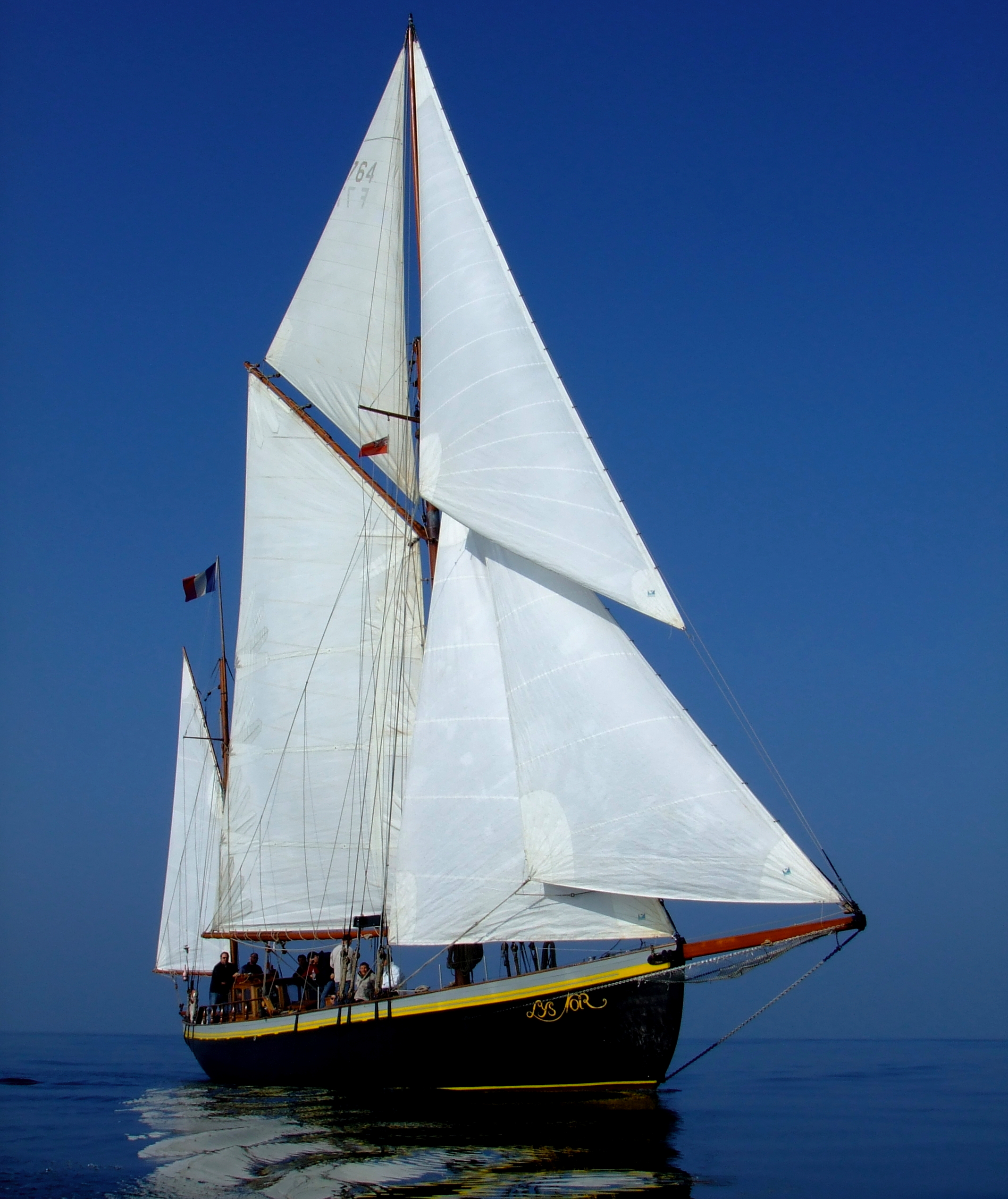
Kétárbócos csónak 1914-ből
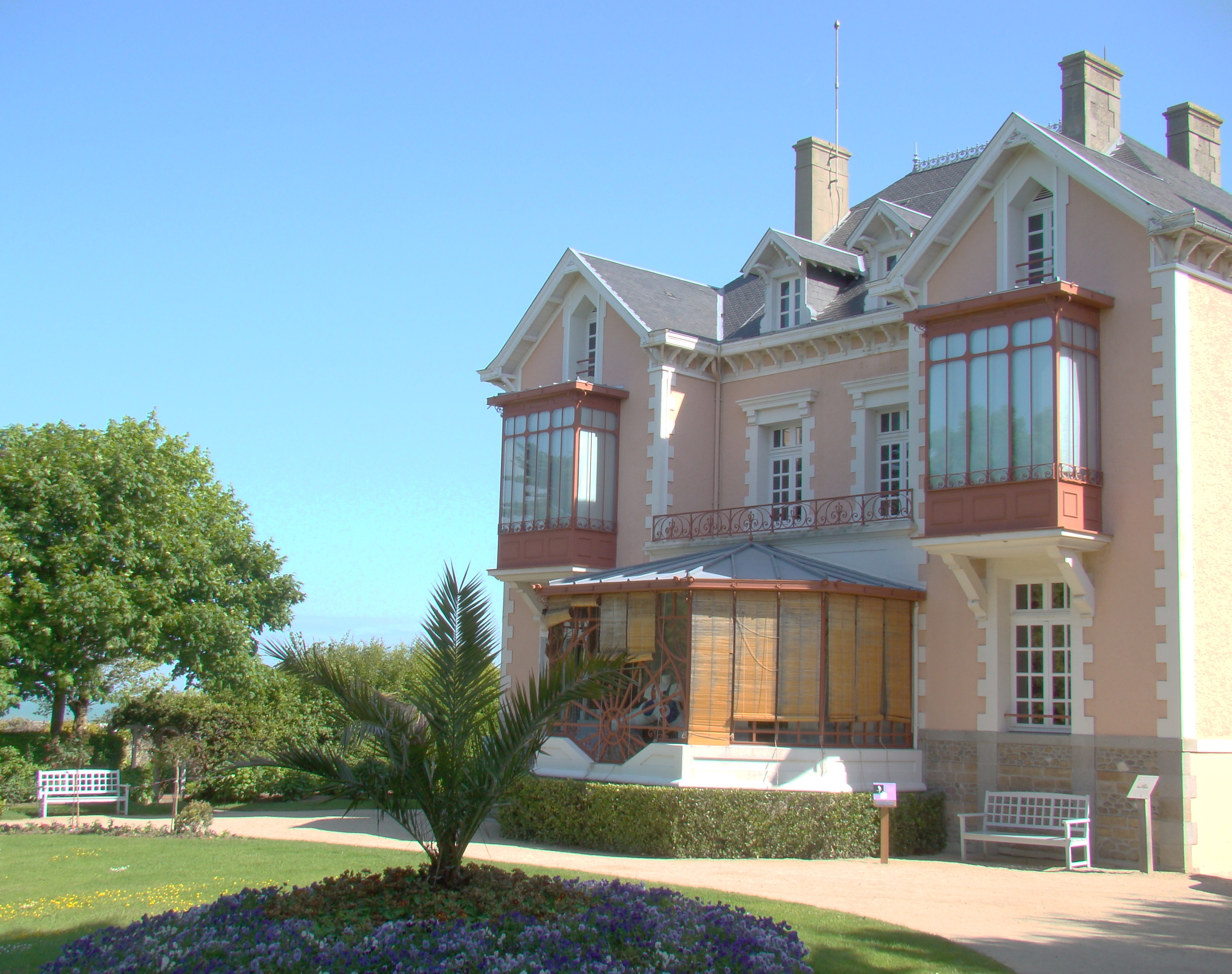
Christian Dior Múzeum

## Fordítás
- Ez a szócikk részben vagy egészben  a   Granville, Manche című angol Wikipédia-szócikk fordításán alapul.  Az eredeti cikk szerkesztőit annak laptörténete sorolja fel. Ez a jelzés csupán a megfogalmazás eredetét és a szerzői jogokat jelzi, nem szolgál a cikkben szereplő információk forrásmegjelöléseként.